# Semen Karetnyk
Semen Mykytowycz Karetnyk (Karetnykow), ukr. Семе́н Мики́тович Каретник (ur. 1893 w Hulajpolu, zm. 26 listopada 1920 w Melitopolu) – ukraiński anarchista i wojskowy, jeden z dowódców Rewolucyjnej Powstańczej Armii Ukrainy (RPAU).

## Życiorys
Urodził się w rodzinie biednych robotników rolnych w Hulajpolu. Od 1907 związany z ruchami anarcho-komunistycznymi. W 1918 dołączył do oddziału Nestora Machny. 27 lipca 1919 brał udział w zamachu na Nikifora Grigoriewa we wsi Sentowo. Osobiście zastrzelił ochroniarza Grigoriewa, gdy ten próbował zastrzelić Nestora Machno. 2 grudnia 1919 dowodził grupą oficerów kontrwywiadu podczas egzekucji Michaiła Polonskiego (dowódcy 3. pułku krymskiego RPAU), skazanego za planowanie przewrotu bolszewickiego w częściach Wolnego Terytorium. Od 1920 bywał zastępcą Nestora Machno, który cenił go za talent wojskowy. W lipcu 1920 został wybrany członkiem Rady Rewolucyjnych Rebeliantów Ukrainy i zastępcą dowódcy. Karetnik kategorycznie sprzeciwiał się podpisaniu porozumienia wojskowo-politycznego między rządem Ukraińskiej SRR i Armią Powstańczą 16 października 1920, ponieważ nie wierzył w szczerość bolszewików.
Podczas operacji okupacji Krymu został mianowany dowódcą korpusu krymskiego przez Radę Rewolucyjnych Rebeliantów Ukrainy. 8 listopada 1920 r. Krymski Korpus RPAU przekroczył Sywasz i dotarł do Półwyspu Litewskiego na tyłach fortyfikacji Piotra Wrangla w Perekop. 9 listopada w bitwie nad jeziorem Bezimiannoje krymski korpus Karetnikowa pokonał pięciotysięczny korpus konny generała Barbowicza. Podczas walki z Białą Armią był kilkakrotnie ranny. 13 i 14 listopada 1920 Krymska Armia Powstańcza pokonała siły Wrangla na półwyspie i ruszyła na Symferopol.
Po zakończeniu walk wezwany przez władze bolszewickie na odprawę wojskową do Huliajpola, jednakże po drodze został aresztowany wraz z szefem sztabu Gawryłenką, oficerami sztabowymi i dowódcami, pod pretekstem dyskutowania kwestii wojenno-operacyjnych. Wszyscy zostali rozstrzelani w Melitopolu 26 listopada 1920.
23 listopada 1920 po zwycięstwie nad siłami białej armii, korpus krymski otrzymał rozkaz od Michaiła Frunze, w którym stwierdzono: „Wszystkie jednostki dawnej armii rebeliantów na Krymie powinny natychmiast zostać włączony do 4. armii, której Rewolucyjnej Radzie Wojskowej powierzono reorganizację...„. Walne zebranie grupy odmówiło tego, wyjaśniając, że w czasie pokoju Korpus Krymski podlegał tylko dowództwu RPAU w Hulajpolu, i że paragraf 1 umowy wojskowej został naruszony przez to zarządzenie. W odpowiedzi na to 24 listopada Karetnik i jego grupa zostali wezwani do siedziby Frunze. Wahali się długo, po czym zdecydowali się wyruszyć, zachowując środki ostrożności i zostawiając niektórych towarzyszy. 26 listopada 1920 w drodze na to spotkanie Karetnik został schwytany wraz ze swoim sztabem przez wojska bolszewickie w Melitopolu i stracony.